# Hertha Wien
O Allgemeiner Sport-Verein Hertha, mais conhecido como ASV Hertha Viena ou simplesmente Hertha, foi um clube de futebol austríaco sediado na capital Viena.
Foi fundado em 1904 por dissidentes das categorias inferiores do Rudolfshügel, adotando as cores azul e branco. O Hertha veio a ser um dos clubes fundadores do campeonato austríaco, que teve sua primeira edição na temporada 1911-12. Embora tenha alimentado uma rivalidade com o Rudolfshügel, inclusive por se sediarem no mesmo distrito vienense (o de Favoriten), o Hertha chegou a mudar-se provisoriamente ao campo do vizinho ao ter seu próprio campo utilizado para fins militares do Exército Austro-Húngaro na Primeira Guerra Mundial. Somente em 1917 voltou a ter um estádio próprio, na Quellenstrasse.
O Hertha teve o quinto lugar como sua posição mais alta no campeonato, o que ocorreu nas temporadas 1914-15 e 1920-21. Ao longo da década de 1910, ocupou por diversas vezes os últimos lugares; isso ocorreu primeiramente na temporada 1912-13, na qual só não foi rebaixado pois pôde disputar uma repescagem com o Wacker.[carece de fontes?] Parte da campanha ruim deveu-se a quatro derrotas imputadas pelos tribunais desportivos após uma escalação irregular. Contudo, o time voltou a ficar em último, seguidamente, nas temporadas de 1915-16, 1916-17, e 1917-18. Ainda assim, seguiu na elite, uma vez que os rebaixamentos foram suspensos em decorrência da guerra. Nessas ocasiões, os resultados ruins eram atribuídos à preferência assumida dos dirigentes em melhorar a infra-estrutura do clube.
Na virada para a década de 1920, os dirigentes, agora receosos pelas campanhas ruins, passaram a priorizar a captação de jovens talentos em Favoriten, o distrito operário em que se sediava. Isso levou à boa campanha de 1920-21 e à inscrição da maior revelação do clube, Matthias Sindelar, que estreou no time principal na temporada subsequente após integrar desde 1918 os juvenis do Hertha. Também foram relevados Franz Cisar, Josef Bican e Rudolf Raftl, outros futuros membros do chamado Wunderteam da seleção austríaca da década de 1930.
Novos resultados satisfatórios viriam, como o sexto lugar na temporada 1921-22 e o oitavo na de 1922-23, o que levou os dirigentes a retomar a antiga prioridade de melhorar suas instalações. A medida, porém, não renderia frutos. E, mesmo com Sindelar ainda presente na temporada 1923-24 (embora uma lesão o tenha afastado na metade inicial), o clube nela foi, pela primeira vez, rebaixado, após terminar na antepenúltima colocação.[carece de fontes?]
A partir do primeiro rebaixamento, o Hertha iniciou uma trajetória de idas e vindas entre a primeira e a segunda divisão austríaca; o clube foi vice-campeão dela já na temporada 1924-25 e pôde voltar de imediato à elite, mas na temporada subsequente (1925-26) terminou na última colocação da primeira divisão e tornou a ser rebaixado. Venceu então a segunda divisão de 1926-27 e manteve-se na primeira com o sexto lugar da temporada 1927-28 e como o nono lugar na subsequente. Porém, voltou a ser último e rebaixado na de 1929-30. Na segunda divisão de 1930-31, terminou em sexto lugar na tabela, dissolvendo-se ao fim da temporada.[carece de fontes?]

## Títulos
- Campeonato Austríaco - Segunda Divisão: 1926-27[carece de fontes?]